# Clanculus pharaonius
Clanculus pharaonius, common name the strawberry topshell, là một loài ốc biển, là động vật thân mềm chân bụng sống ở biển thuộc họ Trochidae, họ ốc đụn.